# Experiment Perilous
Experiment Perilous is een Amerikaanse thriller uit 1944 onder regie van Jacques Tourneur. De film werd destijds uitgebracht onder de titel Ontmaskerd.

## Verhaal
De psychiater Huntington Bailey ontmoet  in de trein een vreemde vrouw. Daarna hoort hij dat ze in geheimzinnige omstandigheden om het leven is gekomen. Dokter Bailey sluit vriendschap met de familie Bedereaux. Iedereen in die familie vertoont vreemde trekken. Hij raakt echter almaar meer geboeid door de schone Alida Bedereaux.

## Rolverdeling
| Acteur             | Personage             |
| ------------------ | --------------------- |
| Hedy Lamarr        | Allida Bederaux       |
| George Brent       | Dr. Huntington Bailey |
| Paul Lukas         | Nick Bederaux         |
| Albert Dekker      | Clag                  |
| Carl Esmond        | Maitland              |
| Olive Blakeney     | Cissie                |
| George N. Neise    | Alec                  |
| Margaret Wycherly  | Maggie                |
| Stephanie Bachelor | Elaine                |
| Mary Servoss       | Juffrouw Wilson       |
| Julia Dean         | Deria                 |